# Rien Vörgers
Rien Vörgers (Enschede, 18 februari 1923 – aldaar, 15 oktober 2013) was een Nederlandse kunstschilder, beeldhouwer, tekenaar, grafisch kunstenaar. Hij was een van de bekendste Enschedese kunstschilders.

## Biografie

### Tijdens de oorlog
In 1943 heeft Vörgers zich aangesloten bij het Nederlands Verzet, door zich "undercover" aan te sluiten bij de Arbeitseinsatz. Daarvoor werd hij na de oorlog onderscheiden door het Ministerie van Defensie met het Ereteken voor Orde en Vrede. Direct na de bevrijding heeft hij zich aangemeld bij de geallieerde strijdkrachten in Londen. Begin 1946 kwam hij in Batavia aan en meldde hij zich bij de Generale Staf. Vörgers werd omwille van zijn EHBO-opleiding op het eiland Onrust ten noorden van Batavia, waar de Duitse bemanning van een gestrande onderzeeër gevangen zat, een paar maanden als plaatsvervangend arts ingezet, daarbij via een radioverbinding door de toenmalige legerarts bijgestaan.

### NIWA
Men maakte graag gebruik van zijn artistieke talenten. Zo kreeg Vörgers in het kader van het NIWA (Nederlands Indische Welfare Artiesten) opdracht om een theatergroep samen te stellen. Daarmee reisde Vörgers gedurende vier jaar door de gehele Oost-Indische archipel met een cabaretprogramma van over het algemeen vijf revueartiesten, waarvan hij de conferencier was, onder de naam 'Nick Wanders' (NIWA). Hiermee hebben zij de aanwezige Nederlandse troepen verstrooiing gebracht.

### Terug in Nederland
Vörgers heeft zich beziggehouden met het promoten van glas als betrouwbaar en prijsgunstig bouwmateriaal, door in het gehele land architecten te bezoeken. Hij overtuigde hen niet alleen van het financiële nut van het gebruik van glas, maar gaf hen ook kleur adviezen voor hoofdzakelijk het uiterlijk der gebouwen.
In 1971 trouwde Vörgers met Ria C. Benschop. Tot zijn overlijden in 2013 zijn zij gehuwd geweest.

### Vrije tijd
Activiteiten als cabaretier 'voor feesten en partijen' zette hij voort in zijn vrije tijd. In die eerste periode in de vijftiger jaren heeft Jan Cremer nog bij Vörgers gesolliciteerd. Ook regisseerde Vörgers zich tot 1970 toneelstukken en revues bij amateur-gezelschappen, onder andere bij de personeelsvereniging van Ziekenzorg.

### Stamtafel
Tot 1980 heeft hij ook veel aquarelschilderingen gemaakt, hoofdzakelijk tijdens vakantiereizen buitenslands. Vanwege zijn kennis van en ervaring opgedaan in Noordrijn-Westfalen werd hij in april 1997 door Dagblad Tubantia uitgenodigd deel te nemen aan hun 'Stamtafel' in het kasteel Welbergen van de Stichting Edwina van Heek. Daar kwam onder andere met Duitse intellectuelen een discussie op gang over het behoud van de eigen identiteit bij de toenemende grensoverschrijdende culturele activiteiten; de studenten- en kunststad Münster ligt namelijk dichter bij Twente dan Enschede's provinciale hoofdstad Zwolle.

## Ontvangen prijzen
- 1988: Grolsche Bierbrouwerij BV: prijs voor "Maak 'n Grolsch pijpje"
- 1992: Polaroid: Certificaat van expositie
- 2005: Oeuvre distinctie met Lorenzo il Magnifico medaille van Florence (wereldkunstenaar Christo ontving hetzelfde op dezelfde datum)
- 2008: TNT Post: Genomineerd postzegel ontwerp "Liefde"
- 2009: Art Addiction Medial Museum in London, UK Honorable Award/Diploma of Excellence
- 2014: Raffaello Sanzio: Hoge Internationale Onderscheiding voor Persoonlijkheden in de wereld der kunsten, wetenschappen en cultuur
- 2015:  Peter Paul Rubens onderscheiding ontvangen van de Associazione Culturale "Italia in Arte" d.d.27 juli 2015 t.g.v. de 400e verjaardag van de opvoering van de Opera "L'incredulità di San Tommaso" in de Opera van Lecce.